# Aglaojoppa rufofemorata
Aglaojoppa rufofemorata är en stekelart som beskrevs av Cameron 1903. Aglaojoppa rufofemorata ingår i släktet Aglaojoppa och familjen brokparasitsteklar. Utöver nominatformen finns också underarten A. r. flavodis.